# Биліна (Поморське воєводство)
Биліна (пол. Bylina) — село в Польщі, у гміні Пархово Битівського повіту Поморського воєводства.
У 1975-1998 роках село належало до Слупського воєводства.